# Olga Voglauer

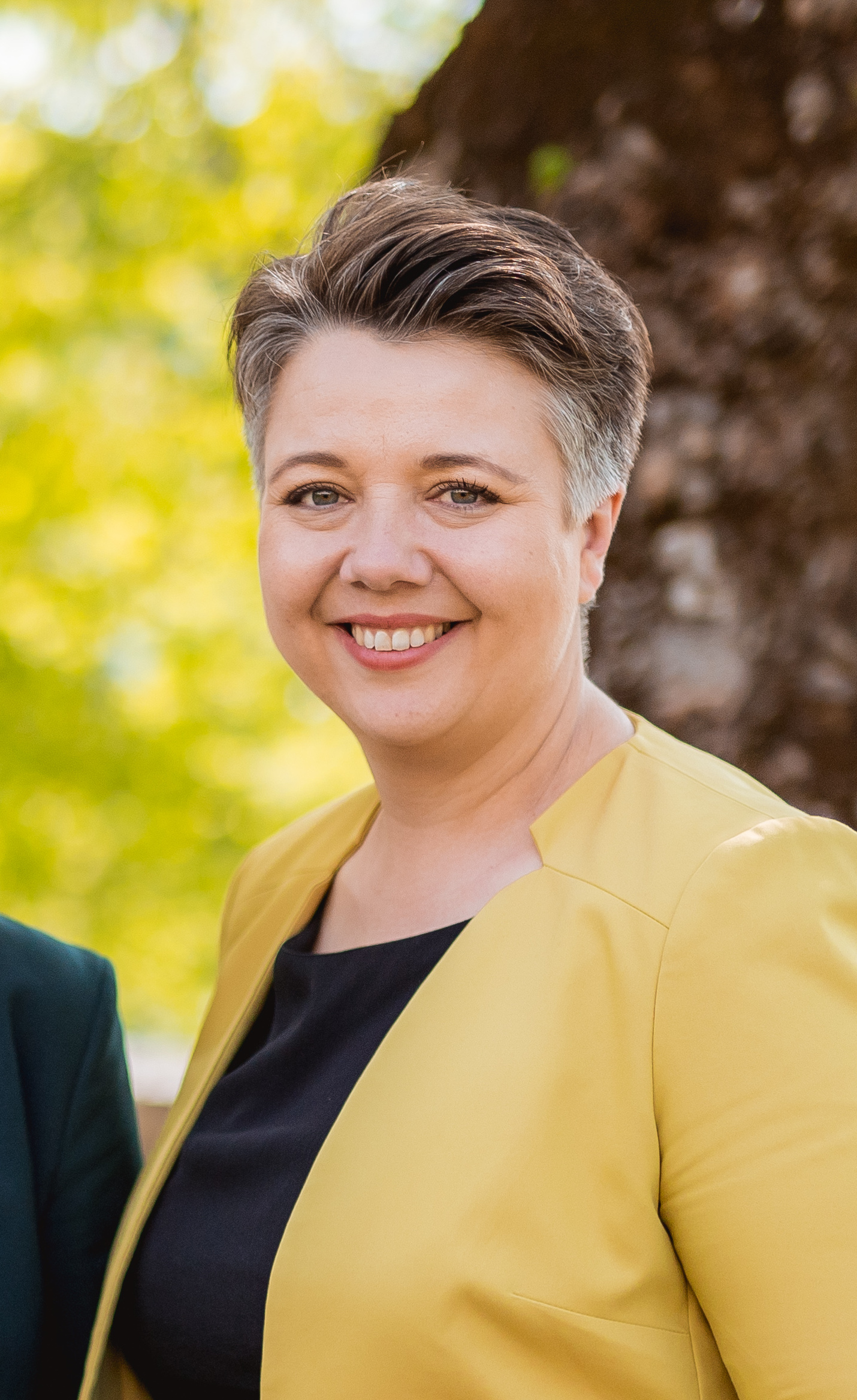
Olga Voglauer (2022)

Olga Voglauer (* 3. Oktober 1980 in Bach, Ludmannsdorf) ist eine österreichische Politikerin der Grünen. Seit Juni 2019 ist sie Landessprecherin der Grünen Kärnten, seit dem 23. Oktober 2019 ist sie Abgeordnete zum Nationalrat. Von Mai 2023 bis Juni 2025 war sie Generalsekretärin der Grünen.

## Leben

### Ausbildung und Beruf
Olga Voglauer besuchte nach der Volksschule Ludmannsdorf das Slowenische Gymnasium und die Zweisprachige Bundeshandelsakademie Klagenfurt (HAK/TAK), wo sie Schulsprecherin war und im Jahr 2000 maturierte. Anschließend begann sie ein Diplomstudium der Landwirtschaft mit Schwerpunkt Agrarökonomie an der Universität für Bodenkultur Wien (BOKU). Das Studium schloss sie 2008 mit einer Diplomarbeit zum Thema Vergleichende Analyse der Partizipation von Kärntner Slowenen und Burgenland Kroaten an Projekten der Regionalentwicklung in Österreich als Diplomingenieurin ab.
Sie war Vorsitzende des Kärntner Schülerverbandes (Koroška dijaška zveza, KDZ) sowie stellvertretende Vorsitzende der Österreichischen Hochschülerinnen- und Hochschülerschaft an der BOKU. Nach dem Studium war sie als Projektmitarbeiterin beim Umweltbüro Klagenfurt und der bäuerlichen Bildungsgemeinschaft der Südkärntner (Kmečka izobraževalna skupnost) tätig. Seit 2010 bewirtschaftet sie den elterlichen Milchviehbetrieb in Ludmannsdorf. Voglauer ist verheiratet und Mutter eines Sohnes und einer Tochter.

### Politik
Voglauer gehört seit 2015 der Gemeindevertretung der Gemeinde Ludmannsdorf an, wo sie seit 2019 als Obfrau des Ausschusses für Kontrolle fungiert. Im Juni 2019 wurde sie als Nachfolgerin von Matthias Köchl zur Landessprecherin der Grünen Kärnten gewählt.
Bei der Nationalratswahl 2019 kandidierte sie für die Grünen als Spitzenkandidatin im Landeswahlkreis Kärnten und im Regionalwahlkreis Klagenfurt. Am 23. Oktober 2019 wurde sie zu Beginn der XXVII. Gesetzgebungsperiode als Abgeordnete zum österreichischen Nationalrat angelobt. Am Tag davor wurde sie neben Astrid Rössler und Jakob Schwarz zu einem Mitglied der Klubleitung des Grünen Parlamentsklub gewählt. Im Rahmen der Koalitionsverhandlungen zur Regierungsbildung 2019 verhandelte sie in der Hauptgruppe Klimaschutz, Umwelt, Infrastruktur und Landwirtschaft. Im Grünen Parlamentsklub wurde sie Bereichssprecherin für Land- und Forstwirtschaft sowie Volksgruppen. Mit der ÖVP verhandelt sie das Tierwohl in Schweineställen. Hier gibt es harte Differenzen über Fristen bis zur Umsetzung tierfreundlicherer Vorschriften bei den Vollspaltenböden.
Am 19. Jänner 2021 wurden Voglauer und Meri Disoski als Nachfolgerinnen von Ewa Ernst-Dziedzic und Astrid Rössler zu den Stellvertreterinnen von Klubobfrau Sigrid Maurer gewählt. Im März 2022 wählten sie die Kärntner Grünen zur Spitzenkandidatin für die Landtagswahl in Kärnten 2023.  Im Juni 2022 wurde sie auch zur grünen Spitzenkandidatin im Landtagswahlkreis 1 gewählt. Unter ihrer Spitzenkandidatur erreichten die Kärntner Grünen nicht die nötigen Stimmen, um in den Kärntner Landtag einzuziehen.
Am 9. Mai 2023 präsentierte Bundessprecher Werner Kogler Olga Voglauer als Generalsekretärin. Sie folgte Thimo Fiesel nach, der diese Funktion 2019/20 innehatte. Für die Nationalratswahl 2024 wurde sie erneut Kärntner Spitzenkandidatin der Grünen und auf Platz fünf der Bundesliste der Grünen gereiht. Bei der Nationalratswahl 2024 erreichten Die Grünen in Kärnten 4,7 Prozent der gültigen Stimmen und halbierten damit ihr Ergebnis im Vergleich zur Nationalratswahl 2019. In der am 24. Oktober 2024 begonnenen XXVIII. Gesetzgebungsperiode wurde sie Bereichssprecherin für Landwirtschaft, Tierschutz und Volksgruppen. Anfang April 2025 wurde sie mit 54 von 57 Delegiertenstimmen als Landessprecherin der Kärntner Grünen bestätigt.

## Publikationen (Auswahl)
- 2018: Naše kmetije = Unsere Bauernhöfe, Hermagoras Verein in Klagenfurt, Verlag Mohorjeva, Klagenfurt/Wien 2018, ISBN 978-3-7086-1005-4